# Maiko Nasu
Maiko Nasu (那須 麻衣子, Nasu Maiko), née le 31 juillet 1984, est une joueuse internationale de football japonaise.

## Biographie
Le 1er août 2009, elle fait ses débuts dans l'équipe nationale japonaise contre l'équipe de France. Elle compte 3 sélections en équipe nationale du Japon de 2009 à 2011.

## Statistiques
Le tableau ci-dessous présente les statistiques de Maiko Nasu en équipe nationale,
| Équipe du Japon | Équipe du Japon | Équipe du Japon |
| Année           | Matchs          | Buts            |
| --------------- | --------------- | --------------- |
| 2009            | 2               | 0               |
| 2010            | 0               | 0               |
| 2011            | 1               | 0               |
| Total           | 3               | 0               |